# Chevrolet HHR
Chevrolet HHR — американский пятидверный универсал с высокой крышей в ретро-стиле, выпускался компанией General Motors с 2006 по 2011 год. С 2007 года HHR фургон выпускался на заводе General Motor в Мексике.
HHR делил платформу GM Delta с Chevrolet Cobalt, Pontiac G5, Saturn Ion и был ответом General Motor после выхода на рынок Chrysler PT Cruiser. С 2006 по 2011 год в мире было продано 526 813 единиц Chevrolet HHR.

## История
Американский автопроизводитель Chevrolet представил модель HHR на автосалоне в Лос-Анджелесе в 2005 году. Дизайн в ретро-стиле был разработан Брайаном Несбиттом и напоминал легковые и грузовые автомобии Chevrolet конца 1940-1950-х годов: пикап Chevrolet Suburban и Chevrolet Advance Design 1947 года с большими квадратными расширителями крыльев и полусферической решеткой радиатора.

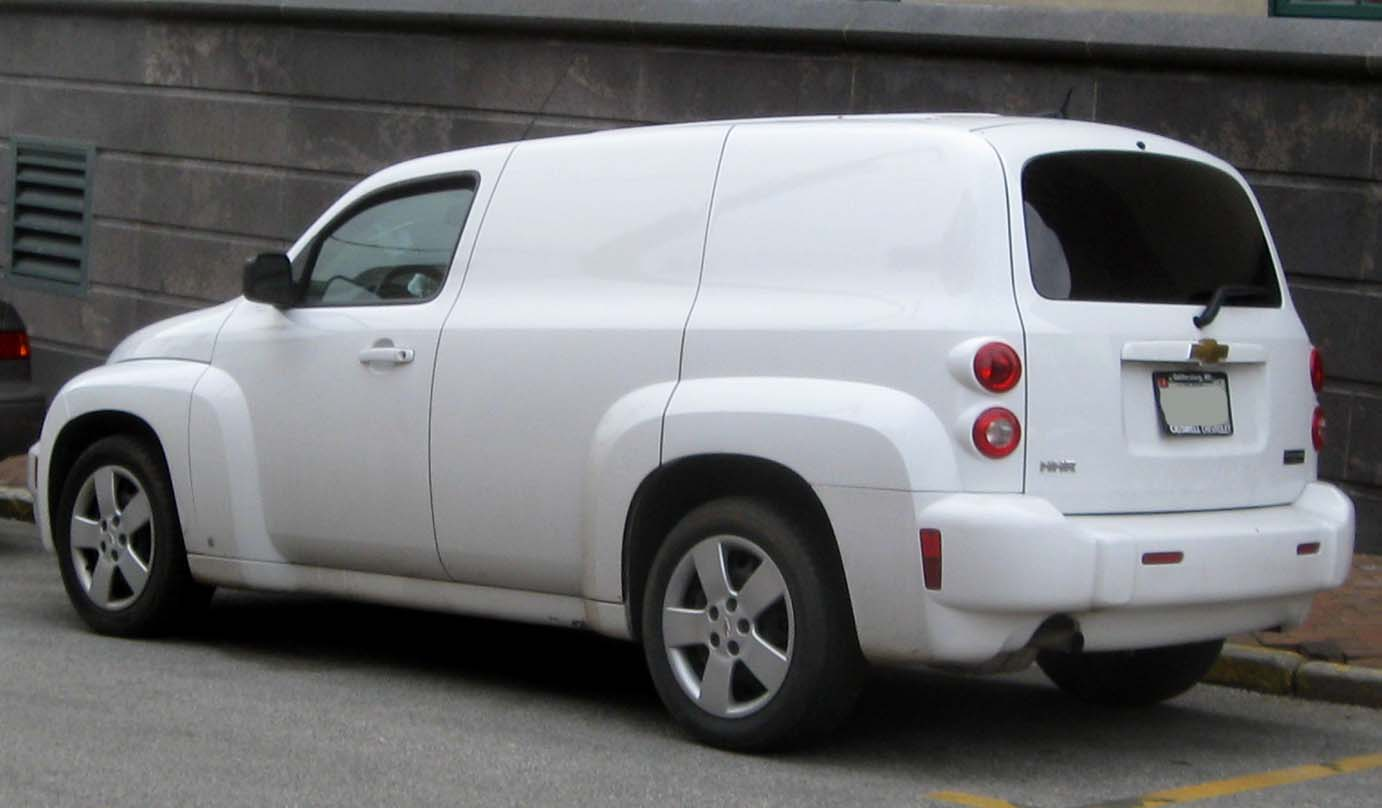
Фургон HHR

Универсал HHR выпускался на платформе GM Delta, на которой производили Chevrolet Cobalt, Pontiac G5 и Saturn Ion. Начиная с 2007 года Chevrolet делал фургон HHR, который собирали в Рамосе (Мексика), модель продавалась в Северной Америке. HHR также экспортировался в Японию через автомобильное подразделение Mitsu.
Все модификации HHR имели ровный пол, у пассажирских моделей сиденье было разделено в соотношении 60/40 и складное переднее пассажирское сиденье.  

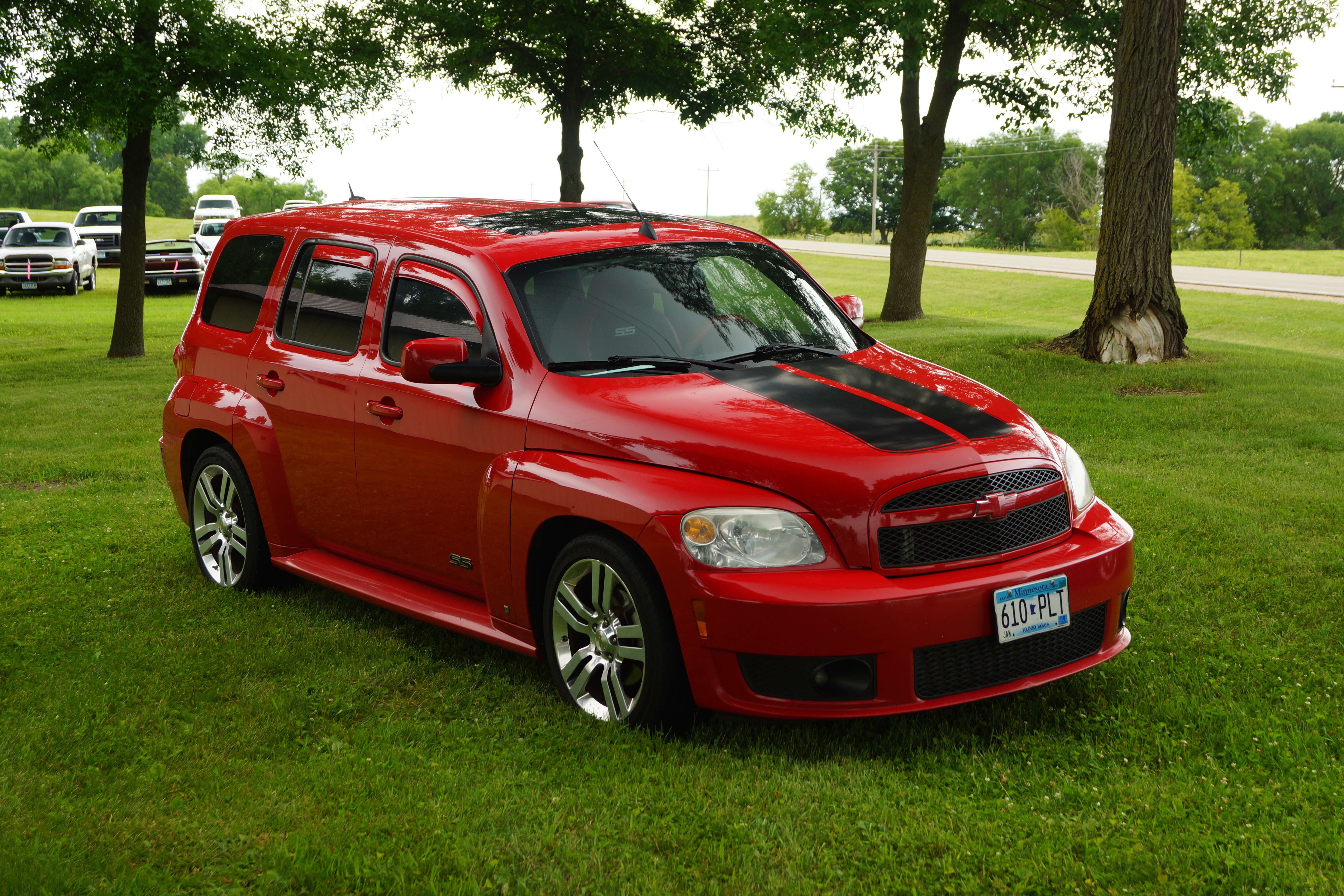
Chevrolet HHR SS, 2008 г.

C 2007 по 2011 год Chevrolet предлагала четырехдверную версию фургона HHR в комплектациях LS, 1LT и 2LT с 2,2-литровым или 2,4-литровым четырехцилиндровым бензиновым двигателем EcoTec Inline и пятиступенчатой механической коробкой передач.
В 2009 году Chevrolet представила версию модели HHR SS с турбонаддувом для фургона, которая включала 2,0-литровый рядный четырехцилиндровый бензиновый двигатель EcoTec с турбонаддувом и пятиступенчатую механическую коробку передач. Эта модель предлагалась только в течение одного года и была снята с производства в 2010 году вместе со стандартной моделью HHR SS с турбонаддувом.

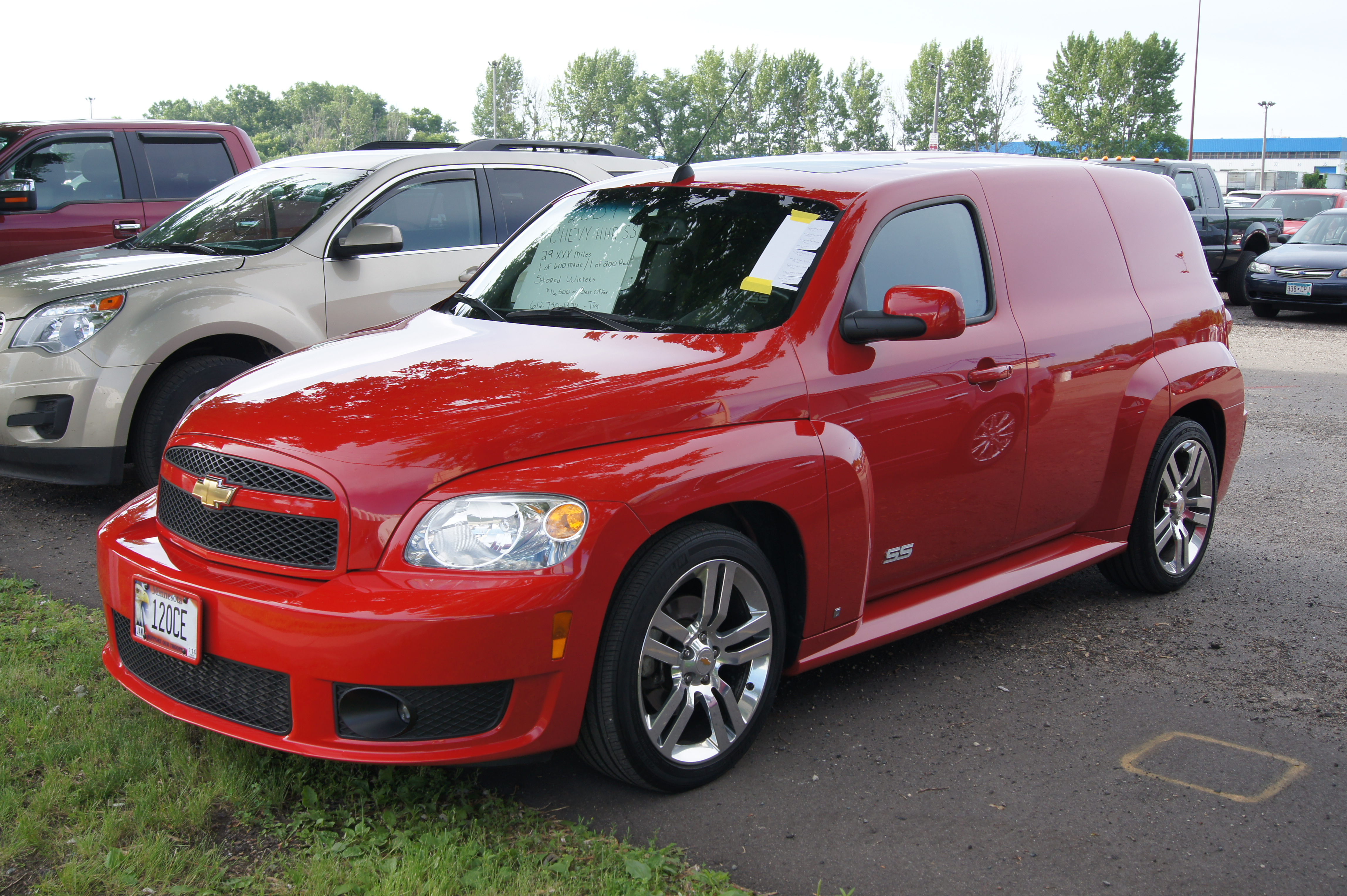
Chevrolet HHR SS Panel Van, 2009 г.

В 2007 году Chevrolet официально представила Chevrolet HHR SS модельного 2008 года с турбонаддувом на автошоу Woodward Dream Cruise в Бирмингеме (штат Мичиган, США). HHR SS Turbocharged оснащался 2,0-литровым двигателем Ecotec LNF I4 с турбонаддувом мощностью 260 л.с.
В октябре на выставке SEMA 2007 Chevrolet представила фургон HHR SS, вупуск модели начался в 2008 году.
В тестах Страхового института дорожной безопасности (IIHS) HHR получил общую оценку «хорошо» в краш-тесте на лобовое смещение и оценку «приемлемо» при боковых ударах на моделях, оснащенных боковыми шторками безопасности. Боковые шторки безопасности устанавливались с 2008 года.
Выпуск HHR прекращён в 2011 году.     